# Melanchroia tepens
Melanchroia tepens là một loài bướm đêm trong họ Geometridae.